# Ленинградское шоссе (Москва)
Ленингра́дское шоссе́ (в просторечии — «Ленингра́дка») — улица (шоссе) в Северном и Зеленоградском административных округах города Москвы и в городском округе Химки Подмосковья.
Дорога (улица) является частью федеральной автомобильной дороги М10 и европейского автомобильного маршрута E105. Общая протяжённость улицы (шоссе) от Ленинградского проспекта до Шереметьевского шоссе — 19,7 км, из них 15,2 км проходят по территории Москвы, а 4,5 км — по территории Московской области.

## Названия

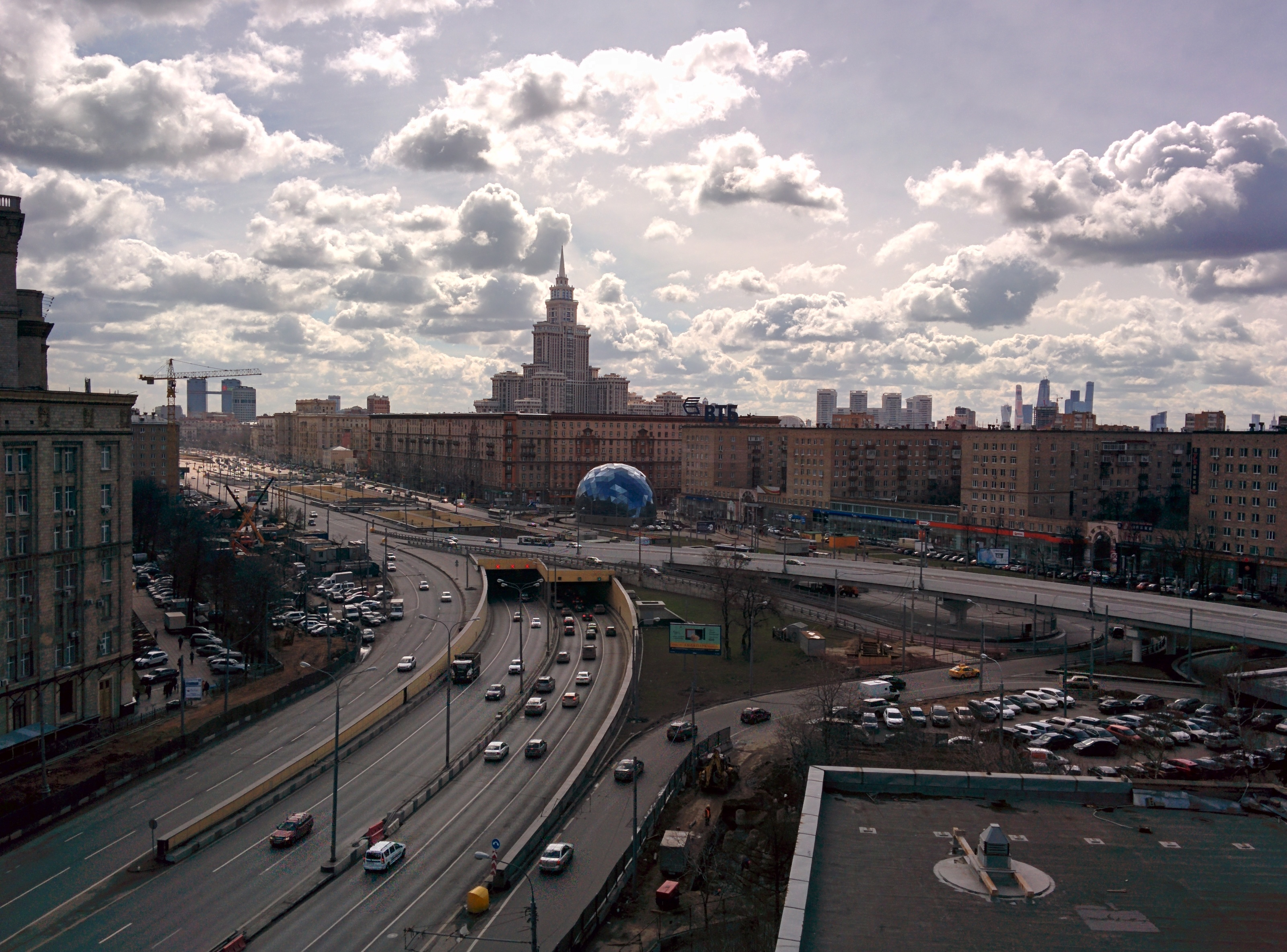
Развилка Ленинградского и Волоколамского шоссе, 2015

- 1703—1833 — Петербургская (Санкт-Петербургская, Петербургско-Московская, Большая Санкт-Петербургская) дорога[1][4][5]
- 1833—1915 — Петербургское шоссе[1][4][5]
- 1915—1924 — Петроградское шоссе[6][4][5]
- с 1924 — Ленинградское шоссе[6][4][5]

## Описание

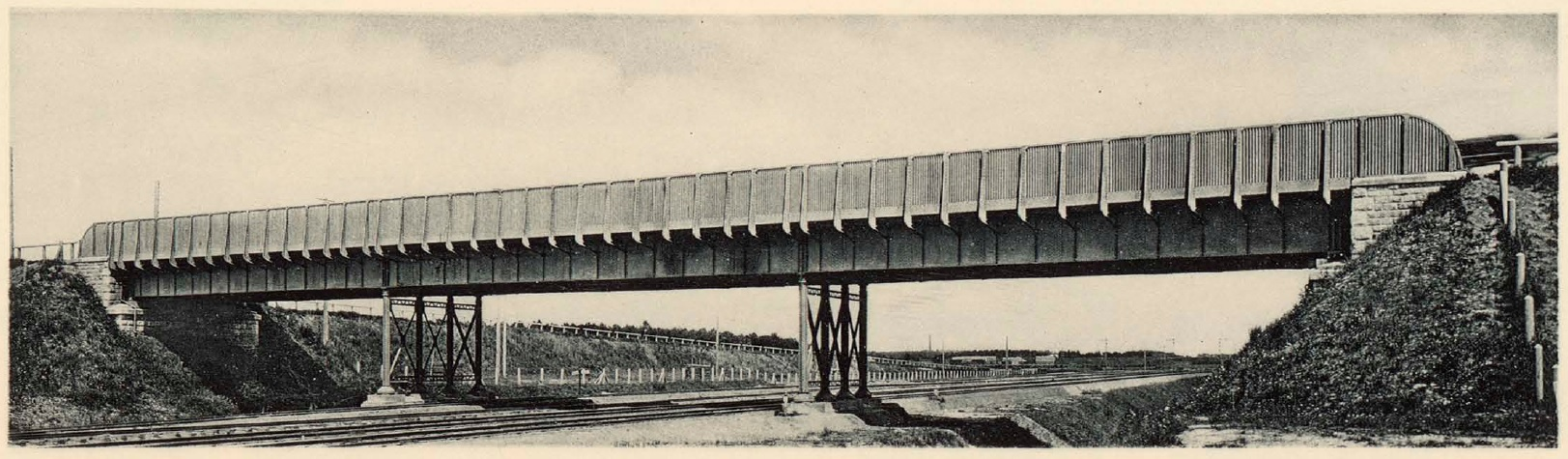
Старый путепровод через Окружную железную дорогу, 1907—1908

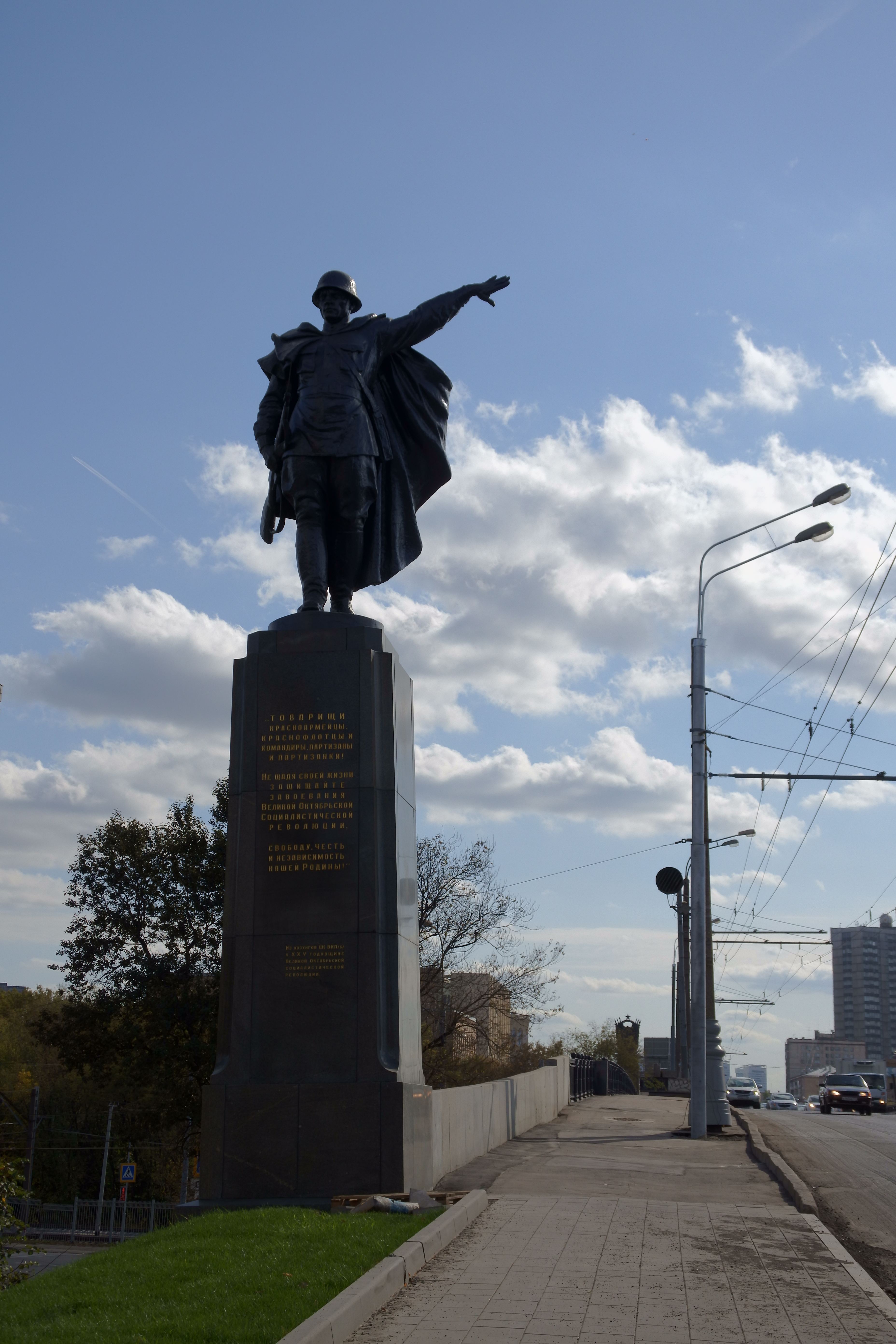
Мост победы, 2015

Ленинградское шоссе начинается в районе Сокол, где вместе с Волоколамским шоссе ответвляется от Ленинградского проспекта. Далее следует на северо-запад, пересекает по Мосту Победы железнодорожные пути Рижского направления и идёт по территории Войковского района, пересекая пути московской окружной железной дороги.
В районе станции метро «Водный стадион» имеется развязка с Головинским шоссе, через несколько десятков метров после неё магистраль входит на территорию Головинского района.
После пересечения Флотской улицы Ленинградское шоссе следует по территории Левобережного района. На пересечении с Беломорской улицей находится клеверообразная развязка. После пересечения Химкинского водохранилища по Ленинградскому мосту пересекает МКАД и переходит в городской округ Химки. На его территории шоссе пересекает Юбилейный проспект и улицу Маяковского развязкой в двух уровнях, после которой есть другая в сторону Новосходненского шоссе, Машкинского шоссе, улицы 9 Мая, а также подъезд к торговому комплексу Мега-IKEA.
На 24-м километре Ленинградское шоссе вновь входит в Москву (Молжаниновский район), пересекает по эстакаде, высотой в три метра и с шестью полосами движения, была построена в 1961 году, пути Октябрьской железной дороги (МЦД-3). Здесь же на северо-восток от Ленинградского шоссе отходит Международное шоссе в направлении аэропорта Шереметьево (Терминалы D, Е, F).
Далее на территории района шоссе проходит через бывшие деревни (сейчас микрорайоны) Новодмитровка, Новосёлки (примыкают Охтинский проезд и Лужская улица), Молжаниновка (примыкает Молжаниновская улица), бывший посёлок Новоподрезково и бывшее село Черкизово (примыкают Приозёрная, Синявинская и Комсомольская улицы), в районе которого к дороге с северо-востока примыкает Шереметьевское шоссе, ведущее к аэропорту Шереметьево-1 (Терминалы A, B, C). Нумерация домов по улице Москвы «Ленинградское шоссе» после развязки заканчивается, а М-10 или «Россия» (Ленинградское шоссе) вновь проходит по территории городского округа Химки, Московской области, и по нему проходит опять границы Москвы, его Зеленоградского административного округа (районы Матушкино и Савёлки). Далее шоссе следует по Московской области в направлении Санкт-Петербурга.

## История

### XV—XVIII века
В XV—XVII веках в некоторых местах будущего Ленинградского шоссе пролегала большая торговая дорога в Тверь (Тверская дорога), с того времени существует пословица: «Город Тверь — в Москву дверь». В XVIII веке, после основания Петербурга, дорога стала связывать две столицы, новую и бывшую, и начиналась сразу за Тверской заставой.
В 1711 году Пётр I приступил к сооружению Санкт-Петербургской першпективой дороги для соединения Москвы и Петербурга через Новгород. Работой руководил профессор Морской академии Феркварсон, а строительство находилось в ведении камер-коллегии, губернаторов и воевод. В начале 1720-х Сенат издал два указа о спрямлении дороги между двумя столицами. По замыслу Петра, тракт должен был пройти через пустынные местности, минуя Новгород. При жизни царя удалось спрямить только 132 километра пути, после его смерти интенсивность работ снизилась. До прихода на трон Екатерины II существовавшую дорогу ремонтировали, одновременно готовили проекты новой. 19 апреля 1733 года Сенат выпустил инструкцию по систематизации производимых дорожных работ и методов устройства дорожного полотна. Основой дороги служили брёвна, которые крепились по сторонам и в середине небольшими деревянными кольями. Сверху брёвна покрывались фашинами (связками хвороста), а затем — слоем утрамбованного песка. Дорога часто приходила в негодность и требовала постоянного ремонта. В 1786 году дорогу решено замостить камнем, однако это намерение не было реализовано.
Поскольку путешествие из одной столицы в другую занимало продолжительное время, на пути следования требовались места для отдыха. После прихода к власти Екатерины II был издан указ о постройке новых и реконструкции старых путевых дворцов. На дороге из Москвы в Петербург находилось несколько таких дворцов, особенно выделялись Новгородский и Тверской путевые дворцы. В первом кроме просторного здания с парадными залами, спальнями и подсобными помещениями было два
флигеля. Второй дворец с павильонами образовывал ансамбль со Спасо-Преображенским собором и колокольней. На протяжении тракта построили ещё десять однотипных дворцов по проекту Матвея Казакова, которые представляли собой двухэтажные здания с комнатами для ночлега, кухней и помещениями для прислуги.

### Почтовая дорога

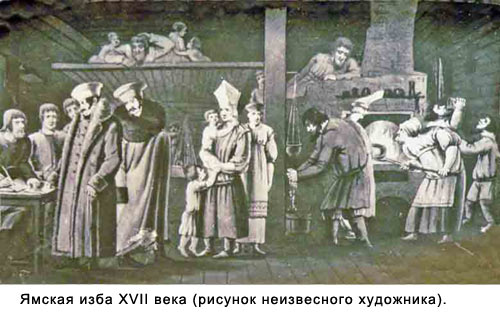
Ямская изба XVII века (рисунок неизвестного художника), до 1800 года

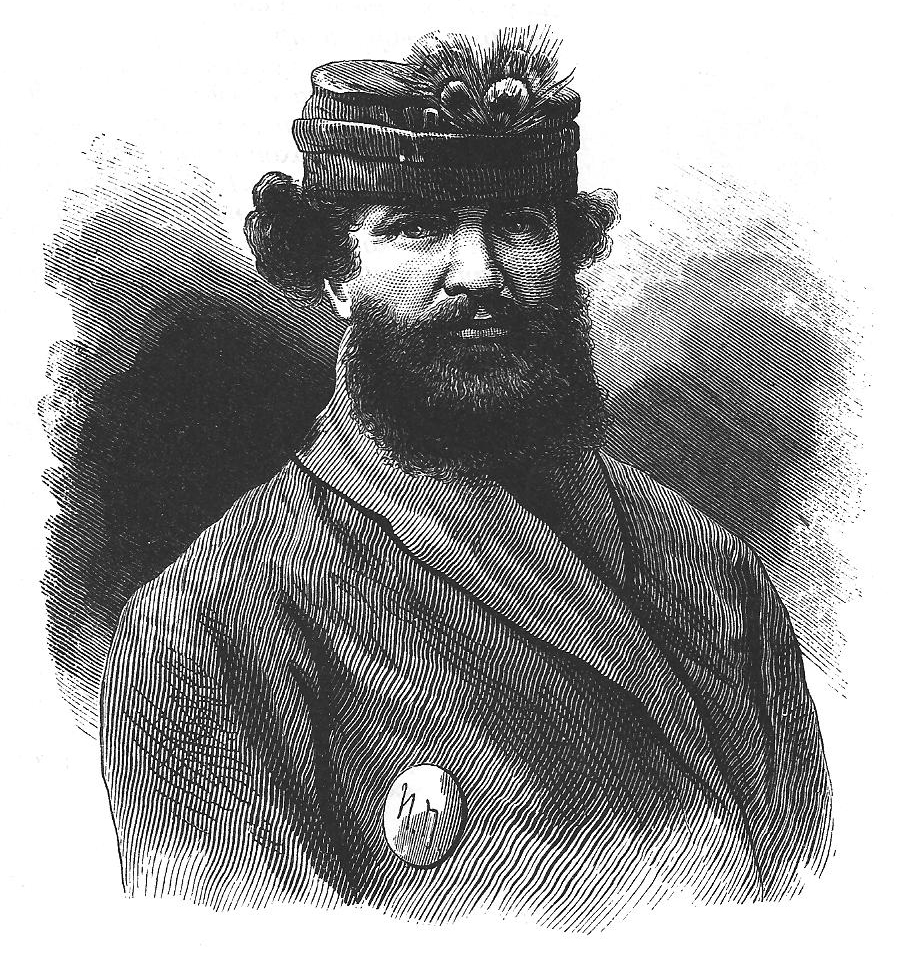
Ямщик в XIX веке

В XIII веке между новгородским и тверским князьями был заключен договор, определяющий условия проезда гонцов через их княжества. В XV веке, после образования централизованного государства, на дороге Москва — Тверь — Великий Новгород была узаконена ямская гоньба, вместе с этим учреждались ямы, вводились подорожные сборы, устанавлилвалась ямская повинность для крестьян и посадского населения.
В 1665 году была организована первая в стране заграничная почта по маршруту Москва — Тверь — Великий Новгород — Псков — Рига. Была введена форменная одежда для ямщиков: зелёный суконный кафтан с государственным гербом России на правом рукаве и изображением почтового рожка — на левом. После строительства Санкт-Петербурга тракт изменил свое направление в сторону новой столицы, но, как и раньше, проходил через Тверь и Новгород и оставался самым загруженным в России. В 1707 году вдоль тракта для охраны почтовых станций и надзора за порядком на них впервые были назначены станционные смотрители.
В 1714-м на участке от Новгорода до Петербурга закончили устраивать ямы: были построены жилые дома, конюшни, а также распределены земли и покосы между ямщиками. Тогда же была организована регулярная гоньба по расписанию на протяжении всего тракта, позже введённая и для других почтовых маршрутов. Количество ямов постоянно увеличивалось — к 1718 году их было уже 24. В 1767-м в Твери был назначен первый почтмейстер — подпоручик барон Витте. Почтовая функция дороги повлекла за собой открытие в 1852 году телеграфного сообщения Санкт-Петербург — Москва, а в 1898-м — телефонного.

### XIX—XX века

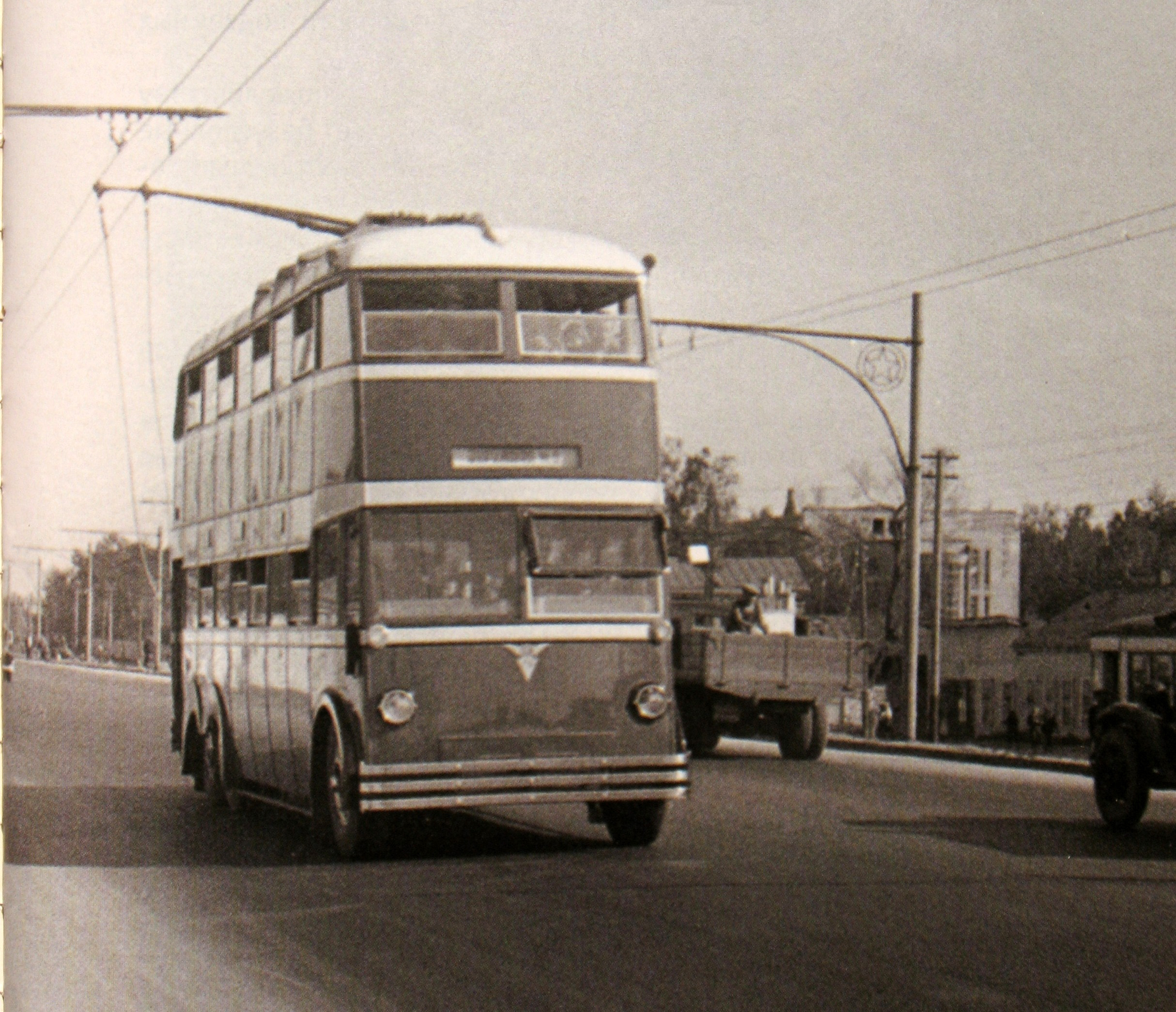
Двухэтажный троллейбус ЯТБ-3 на Ленинградском шоссе, 1937

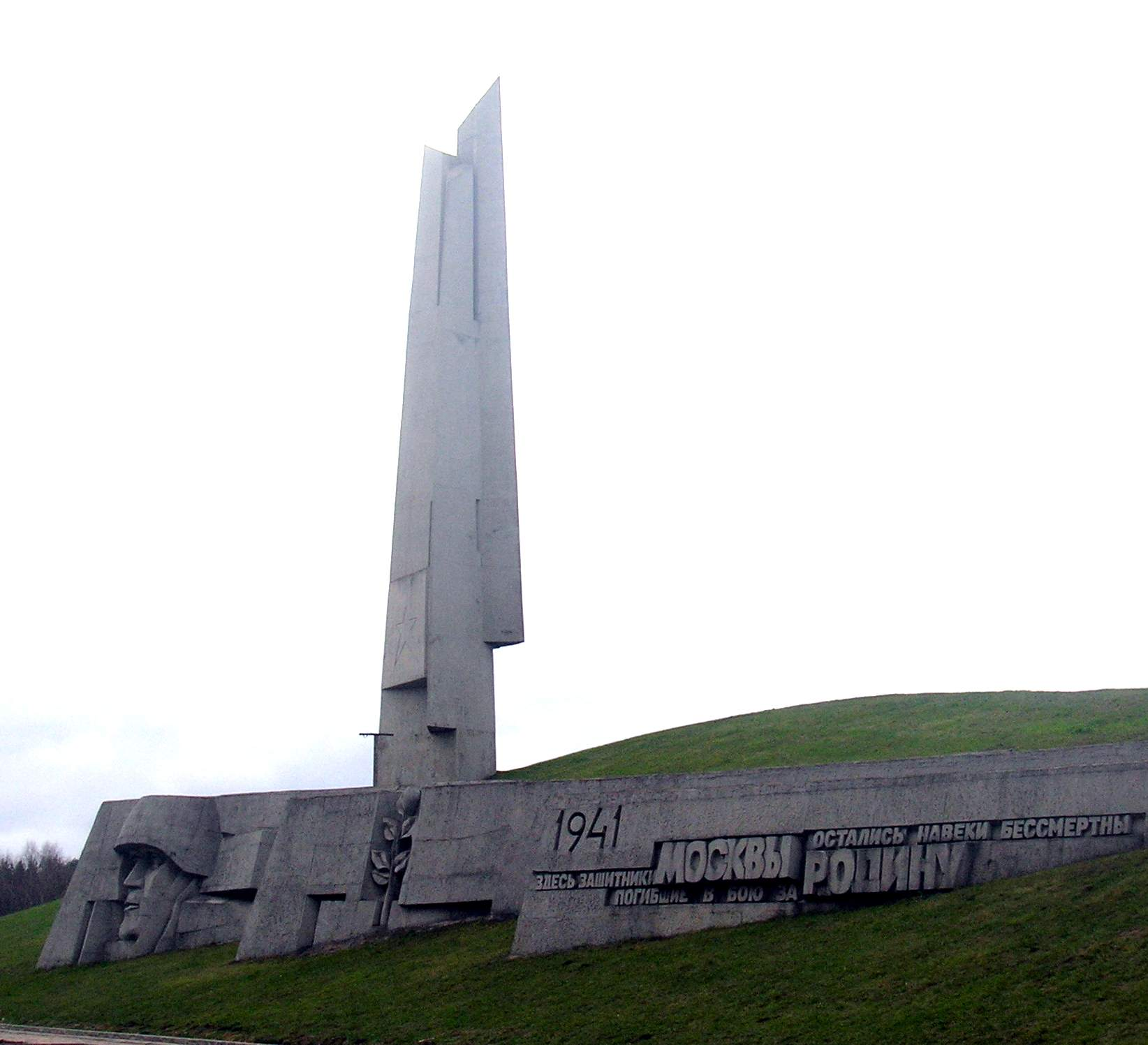
Монумент «Штыки», 2007

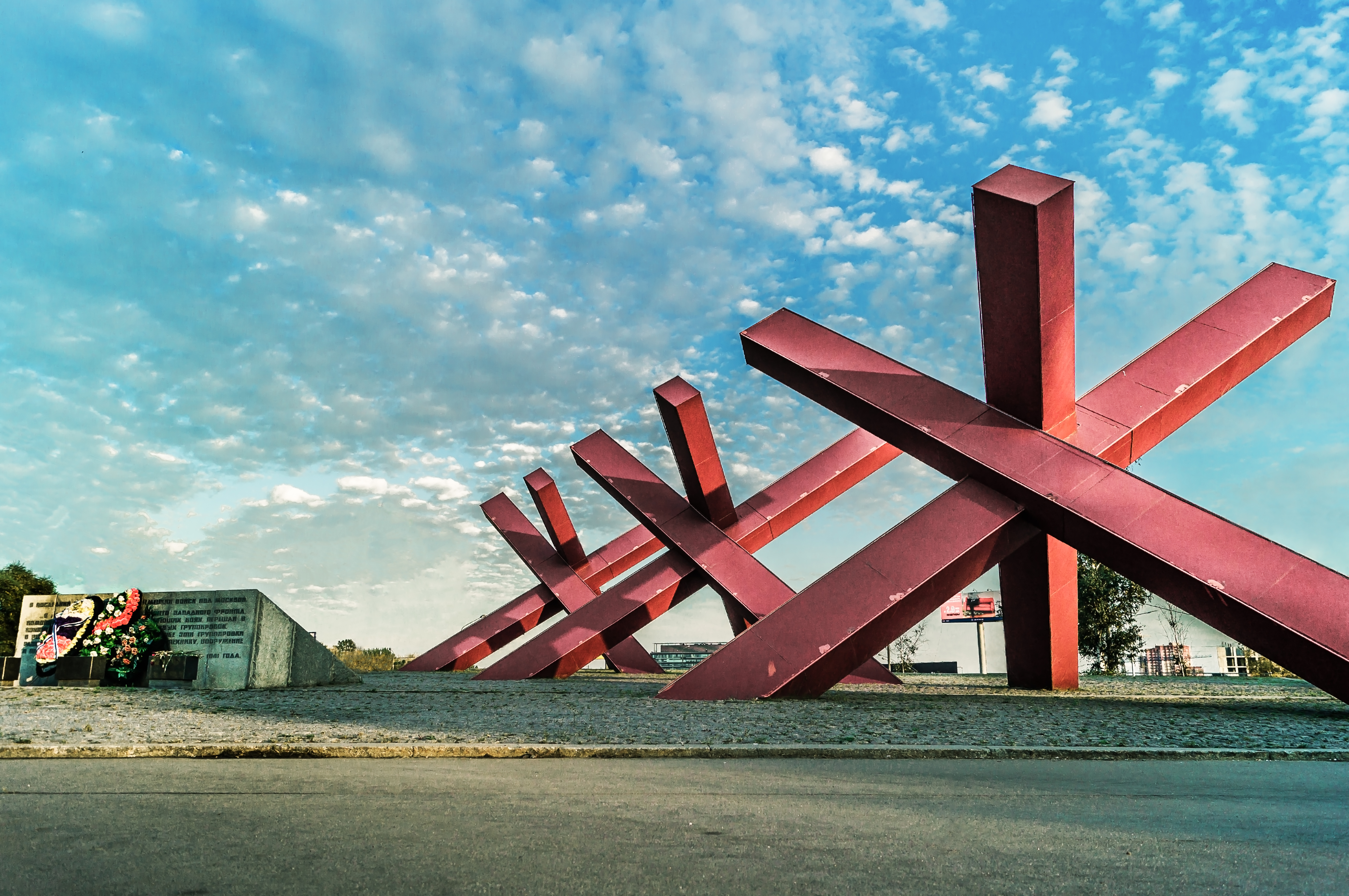
Памятник защитникам Москвы «Ежи», 2015

В войне 1812 года тракт имел важное стратегическое значение. Он являлся сухопутной транспортной магистралью между двумя российскими столицами и наиболее прямым и удобным путём из Петербурга и северных губерний России к театру военных действий. Дорогой пользовались для военных поставок — подвозили оружие, боеприпасы, продовольствие, фураж, осуществлялись переброски российских войск, вывоз в тыл раненых. На протяжении всей магистрали постоянно функционировали дорожные службы и была организована охрана.
В 1816 году Петербургская дорога была передана в ведение Главного управления путей и сообщения. С начала XIX века началась её реконструкция по системе французского инженера Пьера Трезаге. Тогда фашинно-песочное покрытие заменили щебнем и бутовым камнем. Тракт стал важнейшей почтовой дорогой в стране.
Шоссе между Москвой и Петербургом строилось с 1816 по 1833 год. Длина дороги составила 702,5 версты (724 км). Ширина мощёной части шоссе была 8,5 метров, а расположенных по бокам грунтовых дорог — 3,2 метра. Средняя скорость движения по шоссе достигала 480 верст в сутки. В 1835 году, за право проехать на тройке из Санкт-Петербурга в Москву приходилось платить немалые, по тем временам, 17 рублей 50 копеек, и это не считая всех остальных расходов. А один билет на дилижанс по этому маршруту обходился в 45 рублей.
В строительстве шоссе принимал участие инженер-архитектор Вильгельм фон Треттер. Под его руководством были построены один каменный и четыре деревянных моста. В 20-е годы XIX века по шоссе впервые в России было открыто движение дилижансов.
|  | Главный этот тракт, состоящий весь из шоссе, может служить образцом изящного устройства. Нарядные мосты, раскинутые через реки и каналы, красивые казармы, разбросанные по обеим сторонам дороги, роскошные гостиницы, устроенные в прежде бывших путевых дворцах на станциях, не только услаждают зрение утомленного странника, но и удовлетворяют вполне весьма прихотливыми требованиям самого взыскательного туриста. Благодетельное же учреждение покойных карет, летящих стрелою по гладкой поверхности шоссе, доставляет все возможные удобства путешествующим...Почт-инспектор Алексей Зубов, 1846 |

В середине XIX века шоссе было расширено на участке от Тверской заставы до Петровского парка, а по бокам созданы бульвары. Ширина улицы вместе с бульварами превышала 120 метров.
До 1851 года шоссе служило основной дорогой между Санкт-Петербургом и Москвой. В этом же году была построена Николаевская железная дорога, после чего пассажирское движение по шоссе резко сократилось и оживлялось только по вечерам и ночью.
В 1880-х годах в начале Петербургского шоссе был построен виадук над соединительной веткой железной дороги, проведенной от Смоленского (Белорусского) вокзала к Николаевскому (Ленинградскому). Виадук был перестроен в 1909 году инженером Иваном Струковым.
В 1899 году по шоссе от Белорусского вокзала к Петровскому дворцу проложили один из первых столичных трамвайных маршрутов. В зимний период вместо трамвая ходили многоместные сани с кондукторами.
В 1930-х годах Ленинградское шоссе являлось основной дорогой, соединяющей центр Москвы с районом Химок.
В годы Великой Отечественной войны шоссе было одним из важнейших участков Московской зоны обороны. В декабре 1941 года на 41-м километре шоссе войска западного фронта начали контрнаступление, в результате которого войска Германии были отброшены от Москвы.
После войны шоссе было реконструировано, расширено, на нём сооружены два путепровода. 13 декабря 1957 года решением Моссовета участок Ленинградское шоссе от путепровода у Белорусского вокзала до развилки Ленинградского и Волоколамского шоссе был переименован в Ленинградский проспект.

## Современность

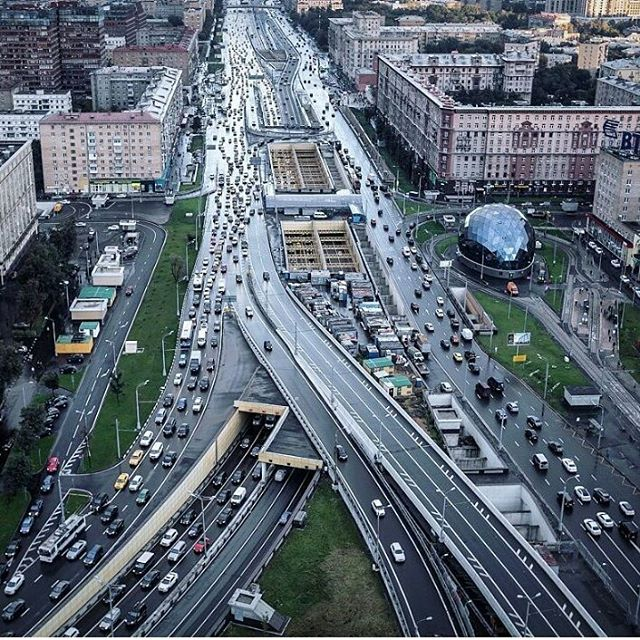
Ленинградское шоссе, 2016

### Модернизация дороги
В 2006 году началась масштабная реконструкция Ленинградского шоссе в рамках проекта «Большая Ленинградка». В этом же году участок шоссе от
МКАД перешёл в собственность Министерства транспорта, ранее он находился на балансе Москвы. В 2008-м московские власти постановили передать Московской области участок Ленинградского шоссе от МКАД до 29 километра (деревня Кирилловка) и ряд других объектов. Они были выведены из московского реестра, но министерство имущества Московской области в 2009 году отказалось их принимать.
В 2011 году Правительство Москвы, Правительство Московской области и Министерство транспорта России распределили зоны ответственности на Ленинградском шоссе по пути в аэропорт Шереметьево. Участок до 29-го километра трассы перешёл в ведение Правительства столицы, Минтранс России занялось финансированием строительства развязок на магистрали, а Московская область — обслуживанием остальной дороги до Шереметьево.
В 2012 году утвержден проект реконструкции Ленинградского шоссе от МКАД до дороги на Шереметьево-1. В него вошли: расширение проезжей части шоссе и прилегающих участков, строительство двух транспортных развязок и двух путепроводов через Октябрьскую железную дорогу, организация выделенных полос для общественного транспорта в обоих направлениях, переходно-скоростные полосы и 16 заездных карманов на остановках общественного транспорта, а также создание транспортно-пересадочного узла «Химки-2» с подъездами к перехватывающими парковками как со стороны Ленинградского шоссе при движении из Москвы, так и с Международного и Новосходненского шоссе. В сторону от Москвы до аэропорта шоссе планировалось шестиполосным, в обратном направлении — четырёхполосным. Срок начала работ перенесли на 2016 год.
В 2013 году Департамент столицы по конкурентной политике объявил тендер на создание архитектурного освещения фасадов на участке Ленинградского шоссе от площади Белорусского вокзала до развилки с Волоколамским шоссе, а также на мостах и развязках с МКАД. Сумма контракта составила 360 миллионов рублей. Работы были сделаны в 2016—2017 годах. В 2015 году по проекту «Моя улица» вдоль Ленинградского шоссе высадили деревья и кустарники.

### Развязки и тоннели

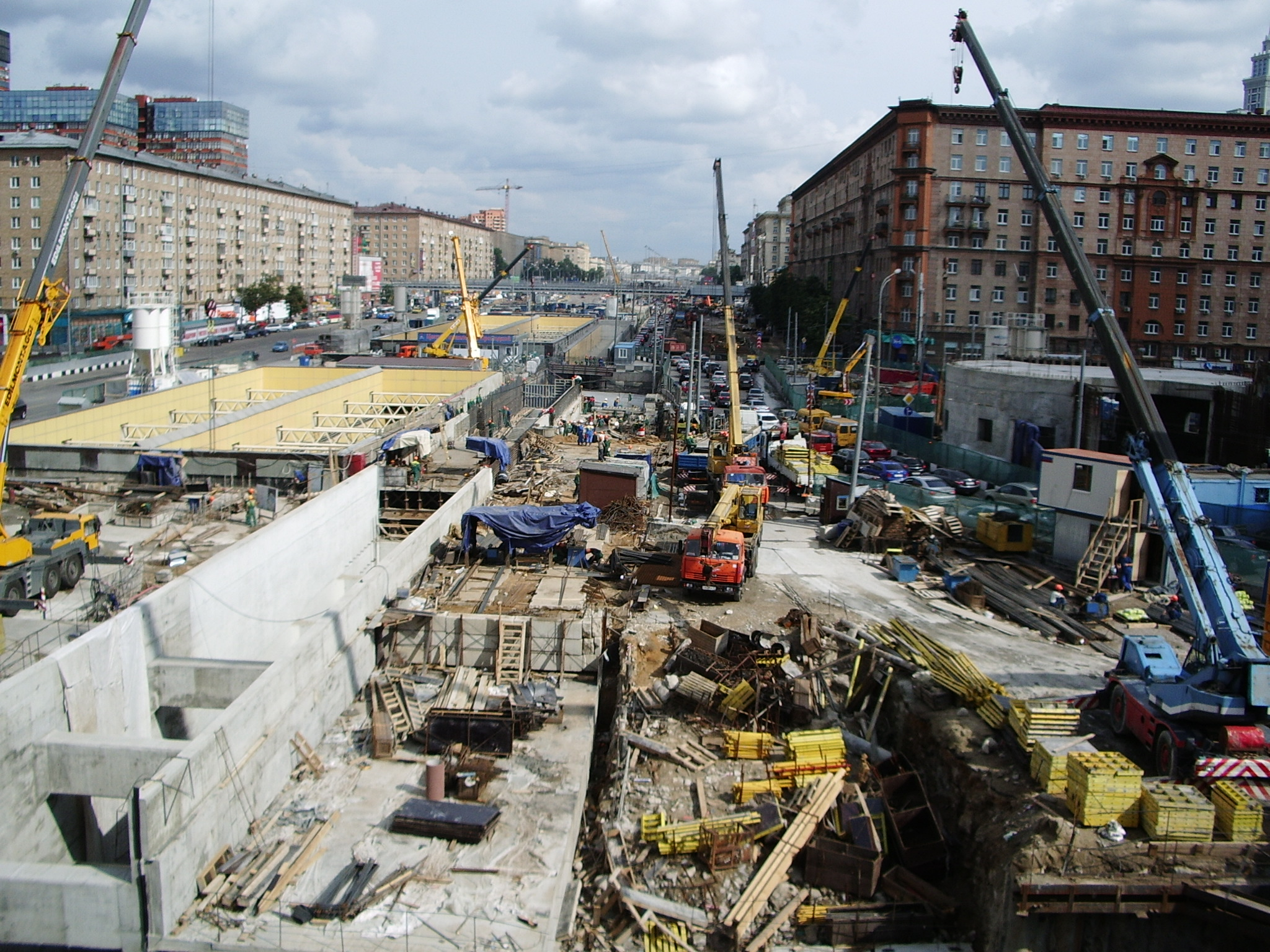
Строительство транспортной развязки на Ленинградском шоссе в районе станции метро Сокол, 2009

В конце 2006 года был открыт новый 11-полосный тоннель напротив Петровского путевого дворца. Часть дороги от дворца до Аэровокзала опустили в нижний уровень, частично перекрытый верхним транспортным уровнем с озелененным газоном и разворотными полукольцами, съездом в сторону Ходынского поля и разворотом на Москву. Также был предусмотрен поворот на улицу Серёгина и разворот в сторону МКАД.
В 2007 году началось строительство Алабяно-Балтийского тоннеля, в 2013-м по нему было частично запущено движение. Открытие состоялось в 2015 году. Тоннель проходит на глубине 25 метров под Ленинградским шоссе и связывает улицу Алабяна, Балтийскую и Большую Академическую улицы. В этом же году закрыли на реконструкцию тоннель в районе метро «Сокол», построенный ещё в 1961-м и соединяющий Ленинградское шоссе и Ленинградский проспект. Реконструкция завершилась в декабре 2007-го. Ширина тоннеля увеличилась на 2,5 метра, также были усилены несущие конструкции.
В 2007 году была открыта первая очередь развязки на пересечении 37 километра Ленинградского шоссе и Московского проспекта. Полностью работы над объектом были завершены в 2015 году. Развязка связывает шоссе со скоростной магистралью М11, включает эстакаду с тремя съездами, выезд на Ленинградское шоссе с Московского проспекта и отдельный въезд в Зеленоград из области
.
В 2008 году сдали в эксплуатацию развязку на пересечении Ленинградского и Головинского шоссе.
В январе 2012 года компания «Мостотрест» по заказу Департамента строительства города Москвы начала строительство развязки на пересечении МКАД и Ленинградского шоссе. В этом же году были построены две эстакады. Одна обеспечивает съезд с Ленинградского шоссе из Москвы на внешнюю сторону МКАД, другая — позволяет съехать с шоссе из Москвы на внутреннюю сторону МКАД. Также ввели дополнительную полосу движения в сторону центра от моста через канал имени Москвы до путепровода через МК МЖД (кроме развязки на Головинском шоссе).
В 2014 году началось строительство развязки на 41-м километре Ленинградского шоссе. Тип развязки — неполный «клеверный лист». По проекту предусматривались строительство разворота на Панфиловском проспекте, отмена светофорного регулирования и расширение проезжей части. В октябре 2015-го было завершено строительство наземного правоповоротного съезда с Панфиловского проспекта в сторону Москвы и практически завершён пешеходный переход. В апреле 2016 года открылось движение транспорта на всей ширине проезжей части. В августе сдали в эксплуатацию проезд по тоннелю под Ленинградским шоссе между Панфиловским проспектом и Льяловским шоссе. В сентябре развязку запустили целиком.

### Путепроводы
В 2005 году на 24 километре шоссе открылось движение по автомобильному мосту, строительство которого началось ещё в 1998-м .
В 2008 году начались работы по строительству нового моста через канал имени Москвы. Он был частично сдан в эксплуатацию в 2010-м. Работы у опор нового моста велись на глубине пяти метров на фарватере — самой глубокой части канала. Металлические пролёты собирали на берегу. Затем при помощи специальных домкратов их приподнимали и надвигали на опору моста. Одновременно началась реконструкция старого моста через канал. В 2011 году мост был открыт полностью. Движение организовали по 11 полосам: пять по направлению к центру Москвы, шесть — в область. Работы по строительству проводила компания ОАО «Московская инженерно-строительная компания».
В 2010-м по предписанию Ростехнадзора и прокуратуры в связи с аварийным состоянием началась реконструкция Октябрьского путепровода на 24-м километре Ленинградского шоссе, что привело к многокилометровым пробкам и сбоям в работе международного аэропорта Шереметьево. Гендиректор аэропорта Михаил Василенко обратился в ФАС с просьбой проверить законность действий столичных властей на предмет недобросовестной конкуренции, однако нарушений обнаружено не было. В результате проверки, проведённой вице-премьером Сергеем Ивановым (по поручению премьер-министра Владимира Путина) и генпрокуратурой России были выявлены нарушения: при начале ремонта не были установлены соответствующие дорожные знаки, а водителей не проинформировали о возможных маршрутах объезда. Путепровод был открыт 11 октября 2010 года. В результате ремонта были укреплены 60 опор, отремонтировано 56 ригелей, заменено асфальтовое покрытие, оборудованы сходы. А в 2013 году перед путепроводом через Октябрьскую железную дорогу заменили асфальт.
В 2013 году началась реконструкция путепровода на пересечении Ленинградского шоссе с Малым кольцом Московской железной дороги в районе Покровское-Стрешнево Северо-Западного округа. Данный путепровод был построен в 1960 году и с тех пор ни разу не подвергался реконструкции. В 2014-м работы были завершены. Фактически путепровод был разобран и построен заново, а число полос увеличилось до десяти. Кроме того, путепровод подняли на полтора метра.
В июне 2017 года в Солнечногорском районе Московской области был закрыт на ремонт мост через реку Радомля на 48-м километре шоссе, он также ремонтируется впервые со времени его постройки в 1986 году. Мост имеет один пролёт, четыре полосы для движения машин. Объезд организован по временной дороге.
В замен старого путепровода (эстакады), на 24 километре, в декабре 2021 года началось строительство нового путепровода через пути МЦД-3 (Октябрьская железная дорога), с запас хода для прокладки линии высокоскоростной магистрали Москва — Санкт-Петербург, длиной 521 метр, высотой в четыре метра и шириной в восемь полос движения, и новых съездов в районе 24-го — 25-го километров Ленинградки, которое завершилось в марте 2024 года, с открытием движения по нему. В рамках проекта создания развязки построена эстакада — съезд с Международного на Ленинградское шоссе в сторону центра города длиной 417 метров с двумя полосами движения в одном направлении, а также съезд с Ленинградского шоссе из центра на Международное шоссе в сторону трассы М-11 или «Нева» протяженностью 566 метров с двумя полосами движения в одном направлении. Также реконструирован участок основного хода Ленинградского шоссе длиной 873 метра с тремя — четырьмя полосами движения в каждом направлении. Дорожные работы проходили без приостановки движения железнодорожного и автомобильного транспорта.

### Пешеходные переходы
В 2008 году возле дома № 52 по Ленинградскому шоссе был открыт подземный переход через шоссе длиной 63 метра и шириной 4 метра. В конце 2011-го на шоссе от улицы Лизы Чайкиной до станции метро «Динамо» было открыто шесть пешеходных переходов, из которых три — наземные, два — подземные, а один, на улице Серёгина, подземно-наземный. Средняя протяженность переходов составляет 100 метров, а ширина переходов зависит от расчетной проходимости участка, но не менее 4 метров.
Также были построены пешеходные переходы на пересечении Пятницкого шоссе и Митинской улицы, на пересечении Ленинградского и Головинского шоссе, ещё один — при реконструкции моста на Ленинградском шоссе через канал имени Москвы
. В 2012 году при строительстве развязки на пересечении МКАД и Ленинградского шоссе были открыты шесть пешеходных переходов на этом участке.

### Общественный транспорт

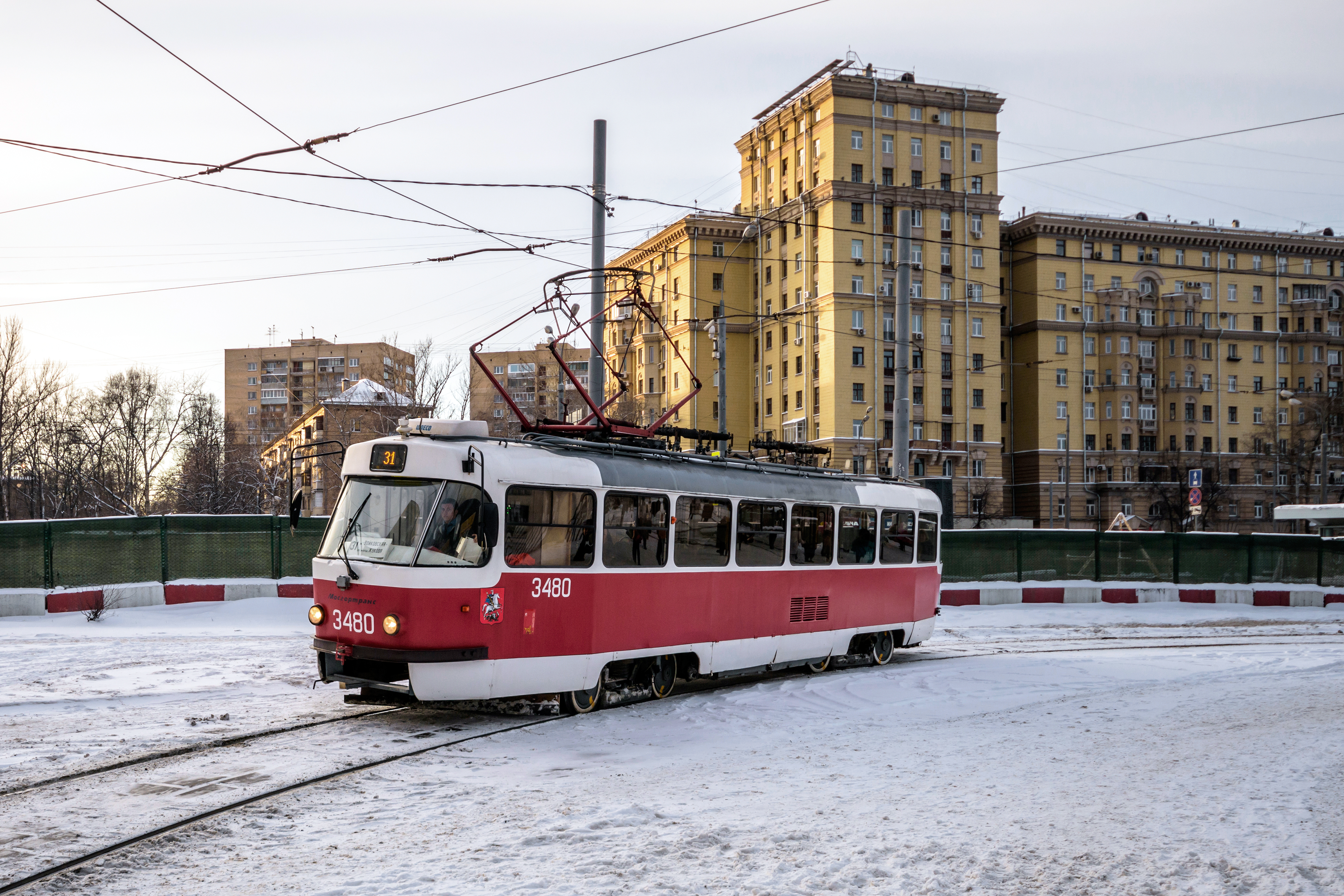
Трамвай на Ленинградском шоссе в Москве, 2016

По Ленинградскому шоссе курсирует транспорт по 32-м городским и пригородным маршрутам, в том числе автобусы № 127, 312, 350, 400, 476, 493, 476.
В декабре 2012 года при строительстве развязки на пересечении МКАД и Ленинградского шоссе была выделена полоса для общественного транспорта. Через полгода запустили выделенную полосу для общественного транспорта от МКАД до района станции метро «Сокол», где она присоединяется к полосе на Ленинградском проспекте.
В декабре 2015-го на Ленинградском шоссе в Москве ввели новую выделенную полосу для общественного транспорта протяженностью 8,9 км. Полоса для общественного транспорта была также организована в октябре 2016 года на участке Международного шоссе от выездов с терминалов Е и F Шереметьево до пересечения Международного шоссе с автомобильной дорогой федерального значения М-11 Москва—Санкт-Петербург. В 2017 году Центр организации дорожного движения решил сместить выделенную полосу на мосту через канал имени Москвы к середине проезжей части.

## Здания и сооружения

### Примечательные объекты

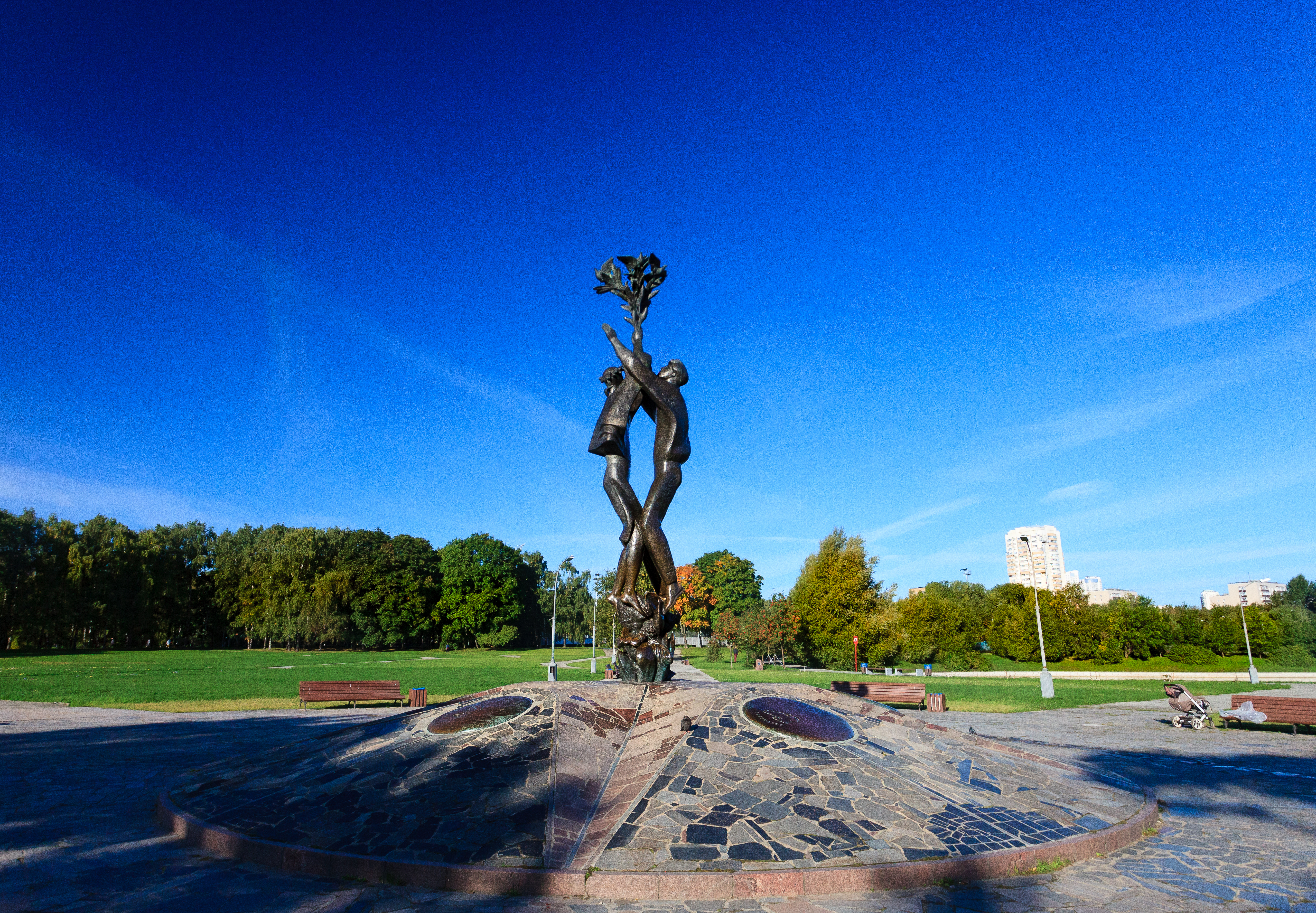
Парк Дружбы рядом с Ленинградским шоссе, 2017

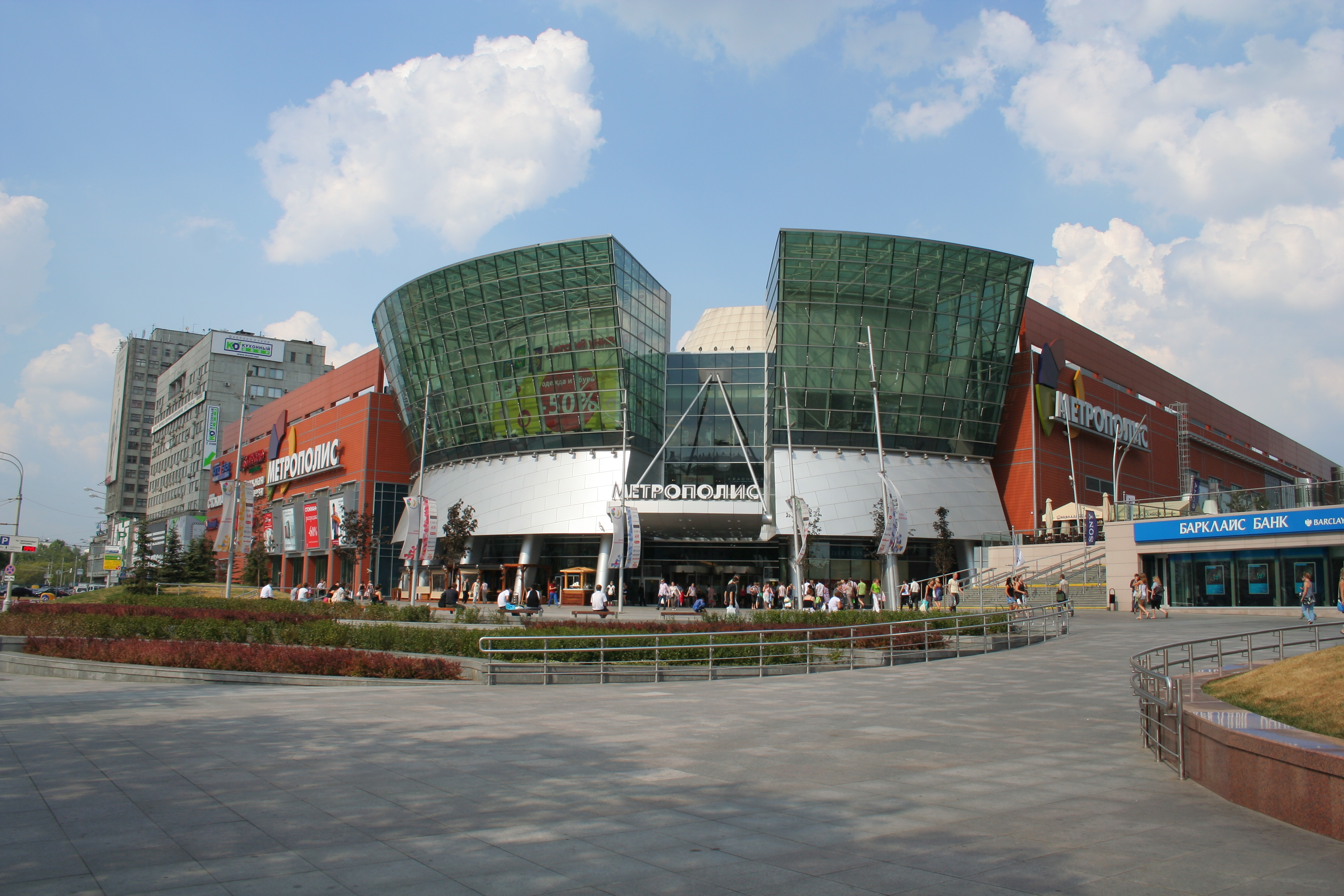
Торговый центр «Метрополис», 2010

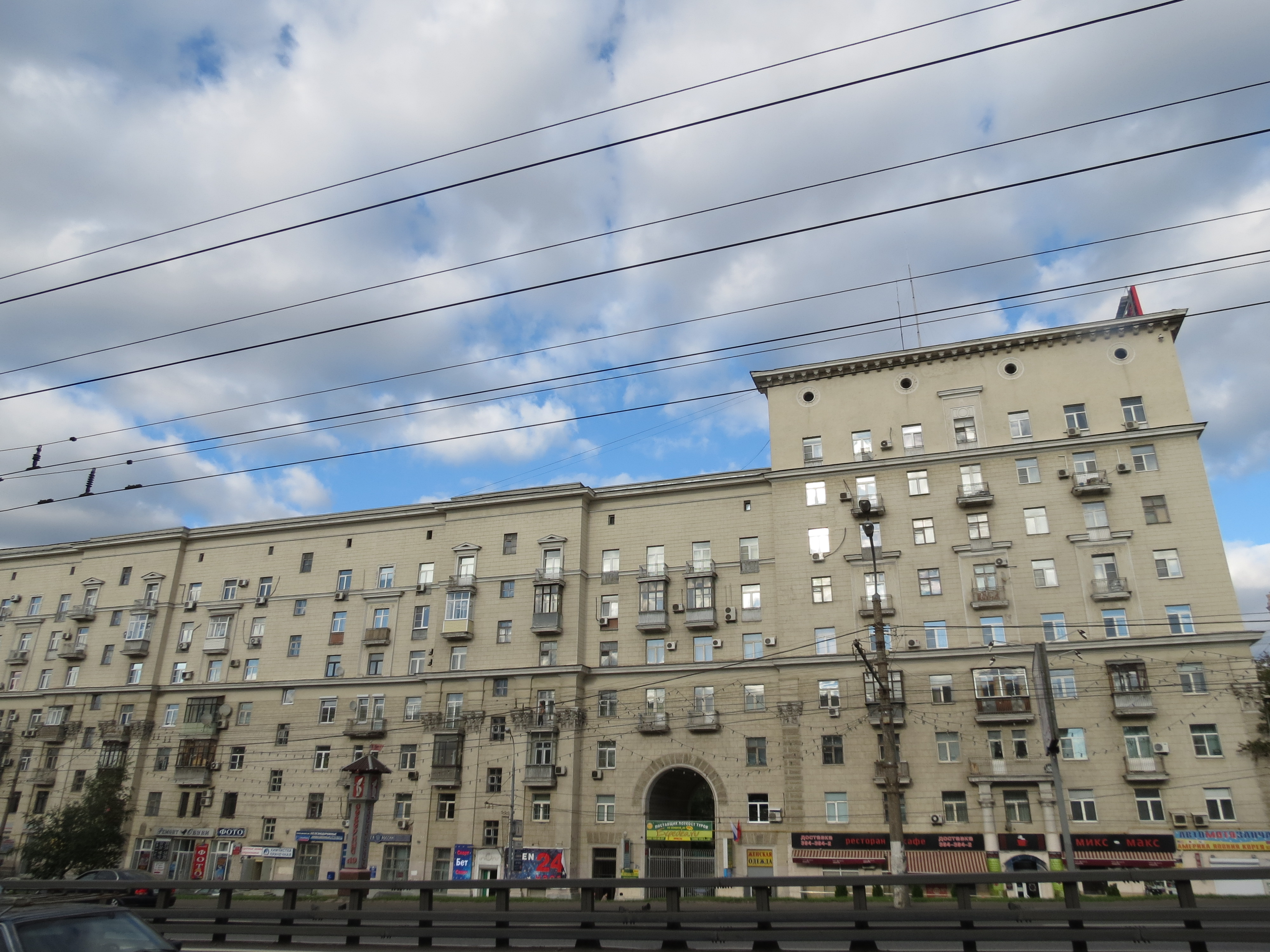
Дом 8/2 по Ленинградскому шоссе, 2011

В августе 2017 года комплекс зданий «Водный стадион» на Ленинградском шоссе получил статус технопарка. На его территории работает ряд технологичных предприятий, например, офисы оператора мобильной связи компании Tele2 и «Лаборатория Касперского», а также производственные площадки фармацевтической компании «Биннофарм».
Другие объекты
- Московский авиационный институт (1933)[103][104]
- Водный стадион «Динамо» (1935)[105][106]
- Мост Победы и монумент «Триумф победы» (1943, реконструированы в 1961)[107][108][24]
- Парк Дружбы (1957)[109]
- Институт «Гидропроект» (1960—1967)[110][4]
- Памятник «Противотанковые ежи» (1966)[4]
- Памятник боевой машине «Танк Т-34» на 41-м километре (1966)[111]
- Мемориальный комплекс «Штыки» (1974)[24]
- Парк «Покровское-Стрешнево»[112]
- Озеро Сенеж[113]
- Завод МиГ[114]
- Дворец спорта ЦСКА[115]
- Памятник Валерию Харламову на 74-м километре[116]

### Здания в пределах столицы
По нечётной стороне
- № 13, корп. 1 — жилой дом Военно-морского министерства СССР (архитектор Ефим Вулых)[117]. В нём жили герои СССР Георгий Паламарчук[118] и Борис Лях[119]
- № 15 — жилой дом, в котором проживал советский военный моряк, подводник Григорий Щедрин[120][121]
- № 37 — жилой комплекс «Город яхт» (архитекторы Николай Лызлов, Елизавета Капрова, Мария Капленкова и другие)[122][123]
- № 39A — бизнес-центр «Олимпия парк», центральный офис «Лаборатории Касперского»
- № 45—47 — Национальный теннисный центр России имени Хуана Антонио Самаранча[124]
- № 51 — Северный речной вокзал[109]
- № 59 — Управление Московского речного пароходства (1974—1975), архитекторы Л. Павлов, Л. Гончар[125]
- № 65, корпус 5 — студийный комплекс «CineLab SoundMix»
- № 297 — здание конца XIX века, сейчас гостиница «Vintage», бывшая Черкизовская начальная школа (церковно-приходская школа) села Черкизово.

По чётной стороне
- № 8/2 — жилой сталинский дом, в нём с 1942 по 1992 год жил хоккейный тренер Аркадий Чернышёв, в 2014-м на доме была установлена мемориальная доска[126][127]
- № 16 — торгово-развлекательный центр «Метрополис» (архитекторы Борис Левянт, Борис Стучебрюков, А. Феоктистова, В. Шорин и другие)[128]
- № 56А — Московский городской детский морской центр имени Петра Великого и памятник адмиралу Нахимову[129][130]
- № 94, корп. 3 — жилой сталинский дом 1954 года постройки[131]
- № 354 — Храм Рождества Христова[132]